# إدراك مكاني
الإدراك المكاني هو اكتساب وتنظيم واستخدام ومراجعة المعرفة حول البيئات المكانية. يتعلق الأمر في المقام الأول بكيفية تصرف الحيوانات، بما في ذلك البشر، داخل الفضاء والمعرفة التي بنوها حوله، وليس الفضاء نفسه. تمكن هذه القدرات الأفراد من إدارة المهام المعرفية الأساسية والعالية المستوى في الحياة اليومية. تعمل العديد من التخصصات (مثل علم النفس المعرفي، وعلم الأعصاب، والذكاء الاصطناعي، وعلوم المعلومات الجغرافية، ورسم الخرائط، وما إلى ذلك) معًا لفهم الإدراك المكاني في الأنواع المختلفة، وخاصة عند البشر. وبالتالي، ساعدت دراسات الإدراك المكاني أيضًا في ربط علم النفس المعرفي وعلم الأعصاب. يعمل العلماء في كلا المجالين معًا لمعرفة الدور الذي يلعبه الإدراك المكاني في الدماغ وكذلك لتحديد البنية التحتية العصبية الحيوية المحيطة.
عند البشر، يرتبط الإدراك المكاني ارتباطًا وثيقًا بكيفية تحدث الأشخاص عن بيئتهم، وإيجاد طريقهم في محيط جديد، وتخطيط الطرق. وبالتالي فإن مجموعة واسعة من الدراسات تعتمد على تقارير المشاركين، ومقاييس الأداء وما شابه ذلك، على سبيل المثال من أجل تحديد الأطر المرجعية المعرفية التي تسمح للموضوعات بالأداء. في هذا السياق، أصبح تطبيق الواقع الافتراضي منتشرًا أكثر فأكثر بين الباحثين، لأنه يتيح الفرصة لمواجهة المشاركين ببيئات مجهولة بطريقة محكمة للغاية. يمكن رؤية الإدراك المكاني من وجهة نظر نفسية، مما يعني أن سلوك الأشخاص داخل هذا الفضاء هو المفتاح. عندما يتصرف الناس في الفضاء، فإنهم يستخدمون الخرائط المعرفية، وهي الشكل الأكثر تطورًا للإدراك المكاني. عند استخدام الخرائط المعرفية، يتم تخزين واستخدام المعلومات حول المعالم والطرق بين المعالم. يمكن بناء هذه المعرفة من مصادر مختلفة؛ من رؤية وحركة منسقة بإحكام، ولكن أيضًا من رموز الخرائط والأوصاف اللفظية وأنظمة الإشارة المعتمدة على الحاسوب. وفقًا لمونتيلو، يشير الفضاء ضمنيًا إلى جسد الشخص والأفعال المرتبطة به. ويذكر أنواعًا مختلفة من الفضاء؛ الفضاء التصويري وهو فضاء أصغر من الجسم، والفضاء المنظور وهو الفضاء أكثر اتساعا من جسم الإنسان، والفضاء البيئي الذي يتم تعلمه عن طريق الحركة، والفضاء الجغرافي وهو الفضاء الأكبر ولا يمكن تعلمه إلا من خلال التمثيل الخرائطي. ومع ذلك، بما أن الفضاء ممثل في الدماغ البشري، فإن ذلك يمكن أن يؤدي أيضًا إلى تشوهات. عند إدراك الفضاء والمسافة، يمكن أن يحدث تشويه. يُنظر إلى المسافات بشكل مختلف حول ما إذا كانت بين موقع معين وموقع يتمتع بأهمية معرفية عالية، مما يعني أنه يبرز. يمكن أن يكون للمواقع والمسافات المتصورة المختلفة "نقطة مرجعية"، وهي معروفة أكثر من غيرها، وأكثر زيارةً وأكثر وضوحًا. وهناك أنواع أخرى من التشوهات كذلك. علاوة على ذلك، هناك التشويه في تقدير المسافة والتشوه في محاذاة الزوايا. التشويه في محاذاة الزاوية يعني أن شمالك الشخصي سيُنظر إليه على أنه "الشمال". يتم تمثيل الخريطة ذهنياً حسب توجه وجهة النظر الشخصية للتعلم. نظرًا لأن التشوه المتصور هو "ذاتي" ولا يرتبط بالضرورة بـ "المسافة الموضوعية"، فيمكن أن تحدث التشوهات في هذه الظاهرة أيضًا. يمكن أن تكون هناك مبالغة في تقدير طرق وسط المدينة، أو الطرق ذات المنعطفات، أو الطرق المنحنية أو الحدود أو العوائق.